# The Chairman Dances
Das Orchesterwerk The Chairman Dances („Der Vorsitzende tanzt“) des US-amerikanischen Komponisten John Adams (* 1947) mit dem Untertitel „Foxtrot for Orchestra“ entstand 1985 und wurde 1986 uraufgeführt. Die Komposition steht in enger Beziehung zur wenig später fertiggestellten Oper Nixon in China von Adams. Der Begriff „Chairman“ im Titel bezieht sich auf Mao Zedong; das Wort „Dances“ ist als Verb, nicht als Substantiv zu verstehen.

## Entstehung, Charakterisierung, Uraufführung und Rezeption
The Chairman Dances entstand 1985 als Auftragswerk des National Endowment for the Arts für die Milwaukee Symphony. Nach Aussage von John Adams handelt es sich um eine „Aufwärmübung“ für den dritten Akt seiner Oper Nixon in China, mit deren Entwurf Adams 1985 begann. The Chairman Dances ist die Fantasie eines etwas lächerlichen, aber unwiderstehlichen Bildes des jugendlichen Mao Zedong, der mit seiner Geliebten Jiang Qing, ehemalige Schauspielerin und zukünftige „First Lady“, Foxtrott tanzt. In der surrealen Schlussszene der Oper unterbricht Jiang Qing die Formalitäten eines Staatsbanketts und fordert Mao, der zunächst nur als Porträt an der Wand zu sehen ist, auf, daraus hervorzutreten und zu tanzen. Adams entschied später jedoch, diese Musik, die eher als Parodie auf die chinesische Filmmusik der 1930er Jahre gemeint war, nicht in die Oper zu integrieren, so dass sie heute ein selbstständiges Werk bildet.
Die Musik kombiniert Elemente der Minimal Music mit stilisierten Jazz-Anklängen, farbiger Orchestrierung und diatonischer Harmonik. Formal besteht The Chairman Dances aus drei Teilen, A-B-A, wobei ein ständiger Puls in den Bässen die äußeren Abschnitte kennzeichnet. Im mittleren, langsameren Teil wird eine (pseudo)romantische Stimmung verbreitet.
Die Uraufführung fand am 31. Januar 1986 mit der Milwaukee Symphony unter Leitung von Lukas Foss statt. Mehrere Einspielungen liegen vor, so mit der San Francisco Symphony unter Leitung von Edo de Waart und dem City of Birmingham Symphony Orchestra unter Simon Rattle. The Chairman Dances wurde bei Associated Music Publishers (G. Schirmer) gedruckt.
The Chairman Dances fand später Verwendung im Soundtrack des Computerspiels Civilization IV sowie im Film I Am Love.

## Instrumentation und Aufführungsdauer
Die Partitur von The Chairman Dances von John Adams sieht folgende Orchesterbesetzung vor: 2 Flöten (beide auch Piccoloflöte), 2 Oboen, 2 Klarinetten in B (zweite auch Bassklarinette), 2 Fagotte, 4 Hörner in F, 2 Trompeten in B, 2 Posaunen, Tuba, umfangreiches Schlagwerk mit 3 Spielern (Vibraphon, Xylophon, Röhrenglocken, Crotales, Holzblöcke (hoch und mittel), Glockenspiel, Sandpapierblöcke, Hi-Hat, Hängendes Becken, Effekt-Becken (Sizzle Cymbal, kleines Crash Cymbal), Glockenbaum, Triangel, Tamburin, Kastagnetten, Kleine Trommel, Große Trommel, Pauken), Harfe, Klavier und Streicher.
Die Aufführungsdauer des Werks liegt bei etwa 12 bis 13 Minuten.